# 696

## Догађаји
- Династија Танг — почетак побуне Китана и Мохеа коју су предводили Ли Ђинџонг и Сун Ванронг против царске власти.
- У Пекингу је завршена изградња Будистичког храма Минџонг (данас храм Фајуан).
- Омајадски калифат — административне реформе калифа Абдул-Малика. Арапски језик постаје службени језик Омајадског царства, оснива се централна ковница новца у склопу уједињења валуте и почиње централизовано ковање златних динара и сребрних дирхема.
- Арапске експедиционе снаге у Африци заузимају Картагину (касније је накратко поново заузела византијска флота).
- Војводство Баварска — Војвода Теодон II позива епископа Руперта од Вормса да шири хришћанство у земљама између Дунава и Доње Паноније. Руперт је основао цркву и манастир Светог Петра у данашњем Секирцхен ам Валлерсее (Салцбург, Аустрија).